# Haas VF-18
Haas VF-18 — болид Формулы-1, разработанный итальянской компанией Dallara для команды Haas F1 Team. Автомобиль участвовал в гонках сезона 2018 Формулы-1. Болидом управляли Ромен Грожан и Кевин Магнуссен.

## Проектирование и разработка
Компания Dallara хотела сделать VF-18 более стабильным шасси, чем VF-17. Для этого они старались максимально снизить вес шасси, предоставив Haas больше свободы в использовании балласта для распределения веса болида.
Автомобиль подвергся тщательному анализу после его предсезонных тестов и тренировочных сессий на Гран-при Австралии 2018 года. Были подняты вопросы о сходстве между VF-18 и Ferrari SF70H. Многие называли VF-18 «копией прошлогодней Ferrari», однако руководитель команды Гюнтер Штайнер отклонил претензии, заявив, что команда не приобретала шасси у Ferrari, а закупала только те детали, одобренные FIA для продажи. VF-18 — первый автомобиль команды Haas, установивший быстрый круг в гонке.

## Результаты
| Легенда к таблице |                                                                    |
| --- | ------------------------------------------------------------------ |
| В таблице перечислены результаты всех Гран-при Формулы-1, в которых использовался автомобиль. Строками таблицы являются сезоны, столбцами — этапы чемпионата мира. В каждой клетке указаны сокращённое название этапа и результат, дополнительно обозначенный цветом. Расшифровка обозначений и цветов представлена в нижеследующей таблице. |                                                                    |
| \| Пример \| Описание \| \| ------------ \| ------------------------------------------------------------------ \| \| 1 \| Победитель \| \| 2 \| Второе место \| \| 3 \| Третье место \| \| 5 \| Финишировал, заработав очки \| \| Сход \| Не финишировал, но при этом заработал очки \| \| 12 \| Финишировал, не получив очков \| \| НКЛ \| Финишировал, но не попал в финальную классификацию \| \| 15 \| Участвовал вне зачёта, либо по отдельной классификации \| \| 18 \| Не финишировал, но попал в финальную классификацию \| \| Сход \| Не финишировал \| \| НКВ \| Не прошёл квалификацию \| \| НПКВ \| Не прошёл предквалификацию \| \| ДСК \| Дисквалифицирован \| \| ИСК \| Исключён из протокола соревнований \| \| ТТ \| Заявлен для участия только в тренировках \| \| НС \| Участвовал в квалификации, но не стартовал в гонке \| \| Т \| Травмирован или болен \| \| ОТК \| Отказ от участия \| \| НТР \| Прибыл на соревнования, но на трассу не выезжал \| \| НПР \| Был заявлен в числе участников, но не прибыл к началу соревнований \| \| О \| Соревнования отменены \| \| \| Не участвовал \| \| Поул-позиция \| \| \| Быстрый круг \| \| |                                                                    |
| Пример | Описание                                                           |
| 1 | Победитель                                                         |
| 2 | Второе место                                                       |
| 3 | Третье место                                                       |
| 5 | Финишировал, заработав очки                                        |
| Сход | Не финишировал, но при этом заработал очки                         |
| 12 | Финишировал, не получив очков                                      |
| НКЛ | Финишировал, но не попал в финальную классификацию                 |
| 15 | Участвовал вне зачёта, либо по отдельной классификации             |
| 18 | Не финишировал, но попал в финальную классификацию                 |
| Сход | Не финишировал                                                     |
| НКВ | Не прошёл квалификацию                                             |
| НПКВ | Не прошёл предквалификацию                                         |
| ДСК | Дисквалифицирован                                                  |
| ИСК | Исключён из протокола соревнований                                 |
| ТТ | Заявлен для участия только в тренировках                           |
| НС | Участвовал в квалификации, но не стартовал в гонке                 |
| Т | Травмирован или болен                                              |
| ОТК | Отказ от участия                                                   |
| НТР | Прибыл на соревнования, но на трассу не выезжал                    |
| НПР | Был заявлен в числе участников, но не прибыл к началу соревнований |
| О | Соревнования отменены                                              |
| | Не участвовал                                                      |
| Поул-позиция |                                                                    |
| Быстрый круг |                                                                    |

| Год  | Команда      | Двигатель       | Ш | Пилоты          | Гран-при | Гран-при | Гран-при | Гран-при | Гран-при | Гран-при | Гран-при | Гран-при | Гран-при | Гран-при | Гран-при | Гран-при | Гран-при | Гран-при | Гран-при | Гран-при | Гран-при | Гран-при | Гран-при | Гран-при | Гран-при | Очки | Место |
| ---- | ------------ | --------------- | - | --------------- | -------- | -------- | -------- | -------- | -------- | -------- | -------- | -------- | -------- | -------- | -------- | -------- | -------- | -------- | -------- | -------- | -------- | -------- | -------- | -------- | -------- | ---- | ----- |
| Год  | Команда      | Двигатель       | Ш | Пилоты          | АВС      | БАХ      | КИТ      | АЗЕ      | ИСП      | МОН      | КАН      | ФРА      | АВТ      | ВЕЛ      | ГЕР      | ВЕН      | БЕЛ      | ИТА      | СИН      | РОС      | ЯПО      | США      | МЕК      | БРА      | АБУ      | Очки | Место |
| 2018 | Haas F1 Team | Ferrari 062 EVO | P | Ромен Грожан    | Сход     | 13       | 17       | Сход     | Сход     | 15       | 12       | 11       | 4        | Сход     | 6        | 10       | 7        | ДСК      | 15       | 11       | 8        | Сход     | 16       | 8        | 9        | 93   | 5     |
| 2018 | Haas F1 Team | Ferrari 062 EVO | P | Кевин Магнуссен | Сход     | 5        | 10       | 13       | 6        | 13       | 13       | 6        | 5        | 9        | 11       | 7        | 8        | 16       | 18       | 8        | Сход     | ДСК      | 15       | 9        | 10       | 93   | 5     |